# Komanditna družba
Komanditna družba (okrajšava, k. d.) je ena izmed pravnoorganizacijskih oblik, ki jih slovenska zakonodaja (natančneje ZGD) določa za organizacijo podjetja. Ustanovita jo najmanj 2 družbenika, pri čemer mora najmanj eden za obveznosti družbe odgovarjati z vsem svojim premoženjem in najmanj eden samo do višine svojega kapitalskega vložka. Družbenik, ki odgovarja z vsem svojim premoženjem, se imenuje komplementar, družbenik, ki pa odgovarja samo do višine svojega kapitalskega vložka, pa komanditist. Za vodenje poslov so upravičeni komplementarji. Za komplementarje se smiselno uporabljajo pravila, ki urejajo položaj družbenika v d.n.o., za komanditiste pa tista, ki veljajo za družbenike d.o.o.
Če je edini komplementar komanditne družbe kapitalska družba (se pravi družba, v kateri nobena fizična oseba ne odgovarja za obveznosti družbe), govorimo o dvojni družbi.